# Марианская площадь
Марианская площадь (чеш. Mariánské náměstí), или Мариенплац — одна из площадей Праги, находится в Старом городе.

## География
Размеры площади приблизительно 60*40 м. Марианская площадь находится к западу от Староместской. Ограничена улицами Платнержска и Линхартска. От площади отходят улицы Жатецка и Гусова.

## История
Ещё до основания Старого города, в 12 веке, здесь существовало поселение «На Луже» (У пруда) с костелом Девы Марии. Она дала площади её нынешнее название (Мария — Марианская). Костёл был снесён в 1791 году.
С 1952 по 1990 год носила название площадь мэра доктора Вацлава Вацека.
С 20 века площадь в основном служила автостоянкой. В 2019 году городской совет создал пешеходную зону в центре площади с растениями и без припаркованных автомобилей, а также заказал проект для фундаментальной реконструкции площади. Перепланировка площади должна закончиться к 2024 году. Уже в течение 2019 года на площади были расставлены несколько стульев и столов, которые широко использовались с самого начала.

## Здания и сооружения
На площади находятся:

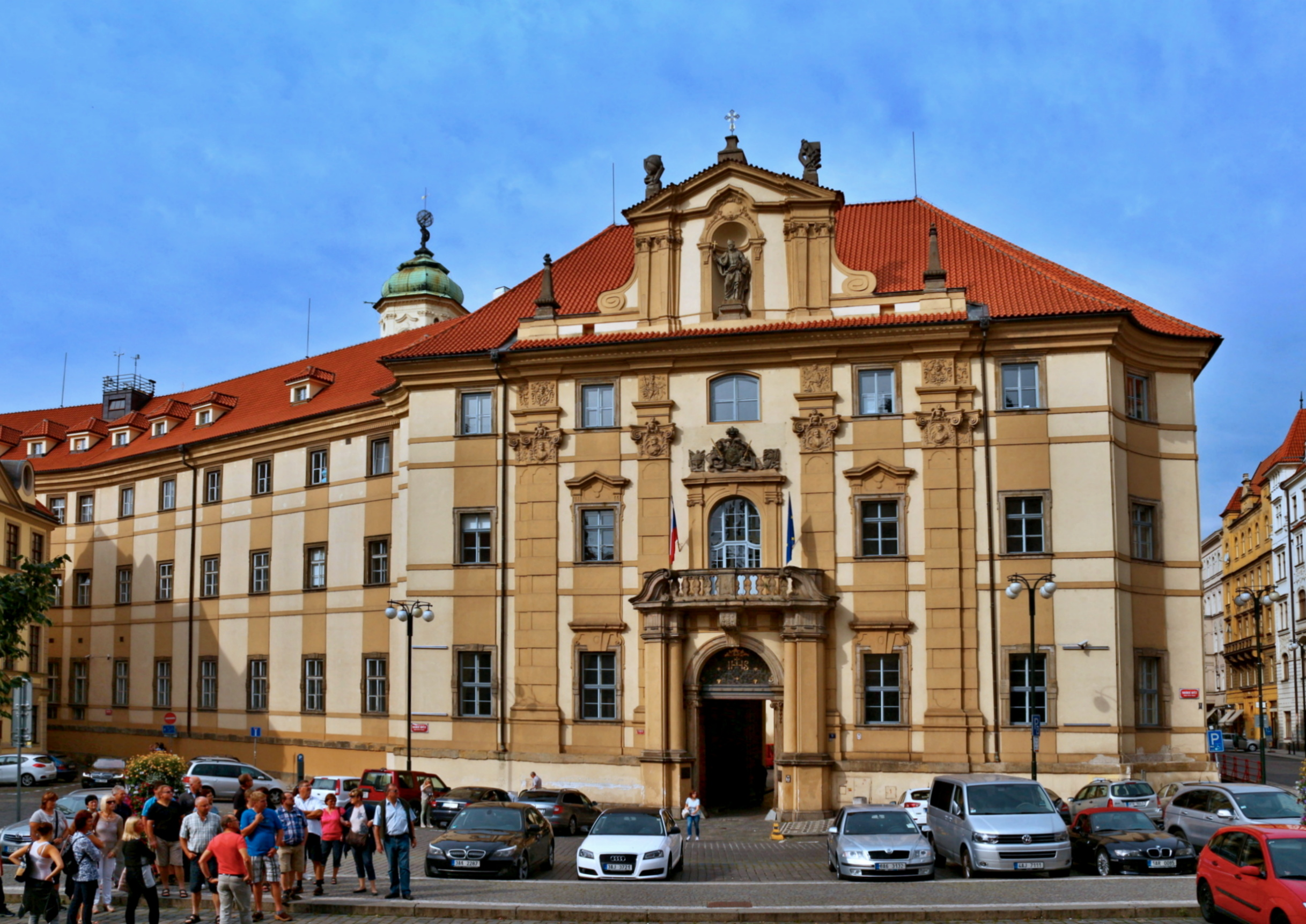
Клементинум

- Западную сторону площади занимает Клементинум. С пятью внутренними дворами, тремя церквями и обсерваторией это второй по величине комплекс зданий в Праге после Пражского Града. Клементинум был построен между 16 и 18 веками. С 16 века он принадлежал иезуитам. Они расширили территорию, построили здесь школы и библиотеки, театр, обсерваторию и типографию. Наряду с Карловым университетом иезуитский колледж был одним из самых важных учебных заведений в Королевстве Богемия. В настоящее время в Клементинуме находится коллекция Чешской национальной библиотеки, насчитывающая более семи миллионов книг, в том числе множество ценных старинных рукописей. Самая старая книга — факсимиле Вышеградского кодекса XI века.

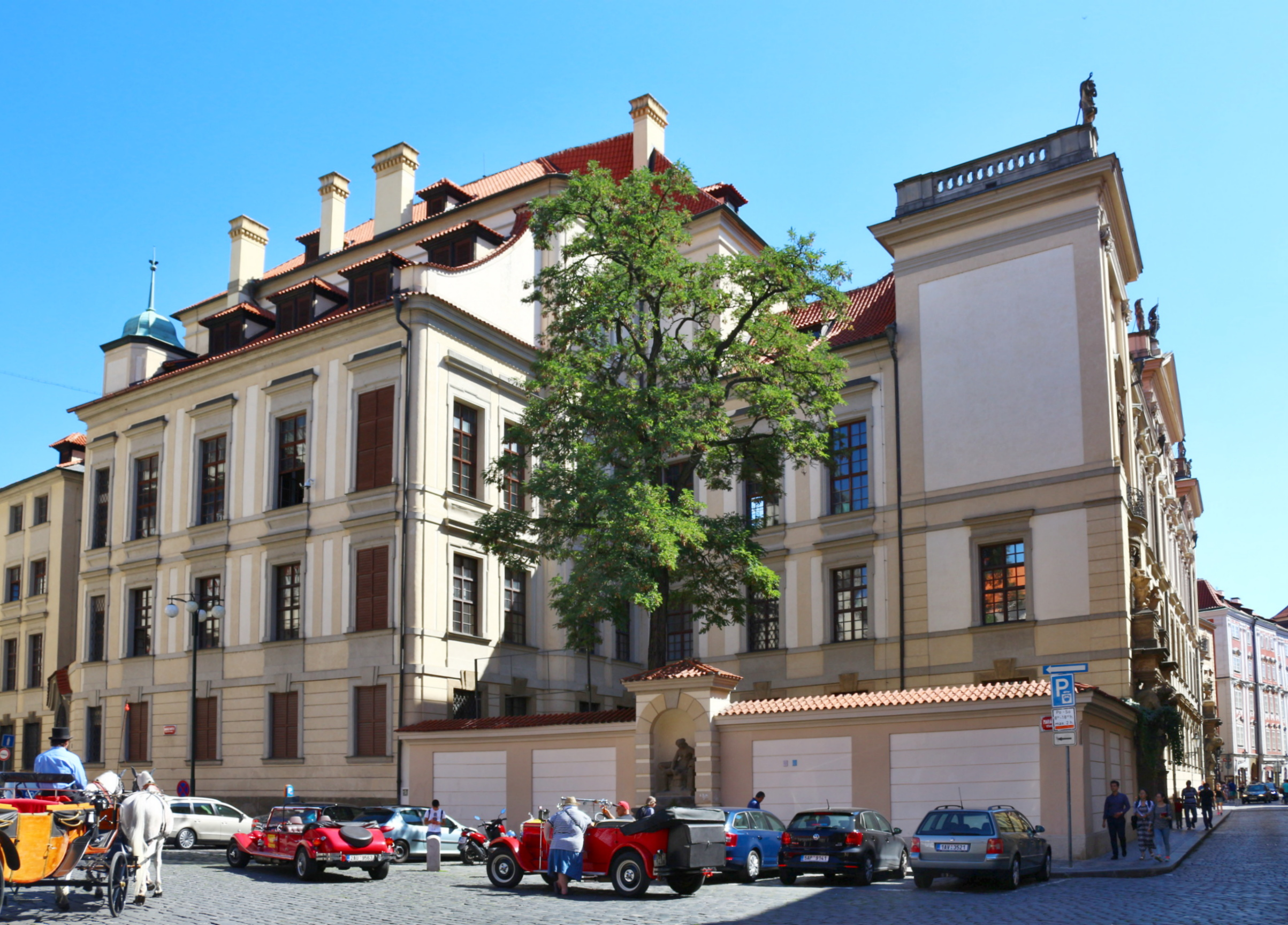
Клэм-Галлас

- Клэм-ГалласЮжную сторону площади занимает барочный дворец Клэм-Галлас. Он был построен в 18 веке имперским послом и вице-королём Неаполя графом Иоганном Венцелем фон Галласом. Главный портал дворца с гигантскими статуями работы скульптора Матиаша Бернхарда Брауна находится на улице Гусова. В настоящее время здесь располагается Пражский городской архив, а также проводятся концерты и выставки.

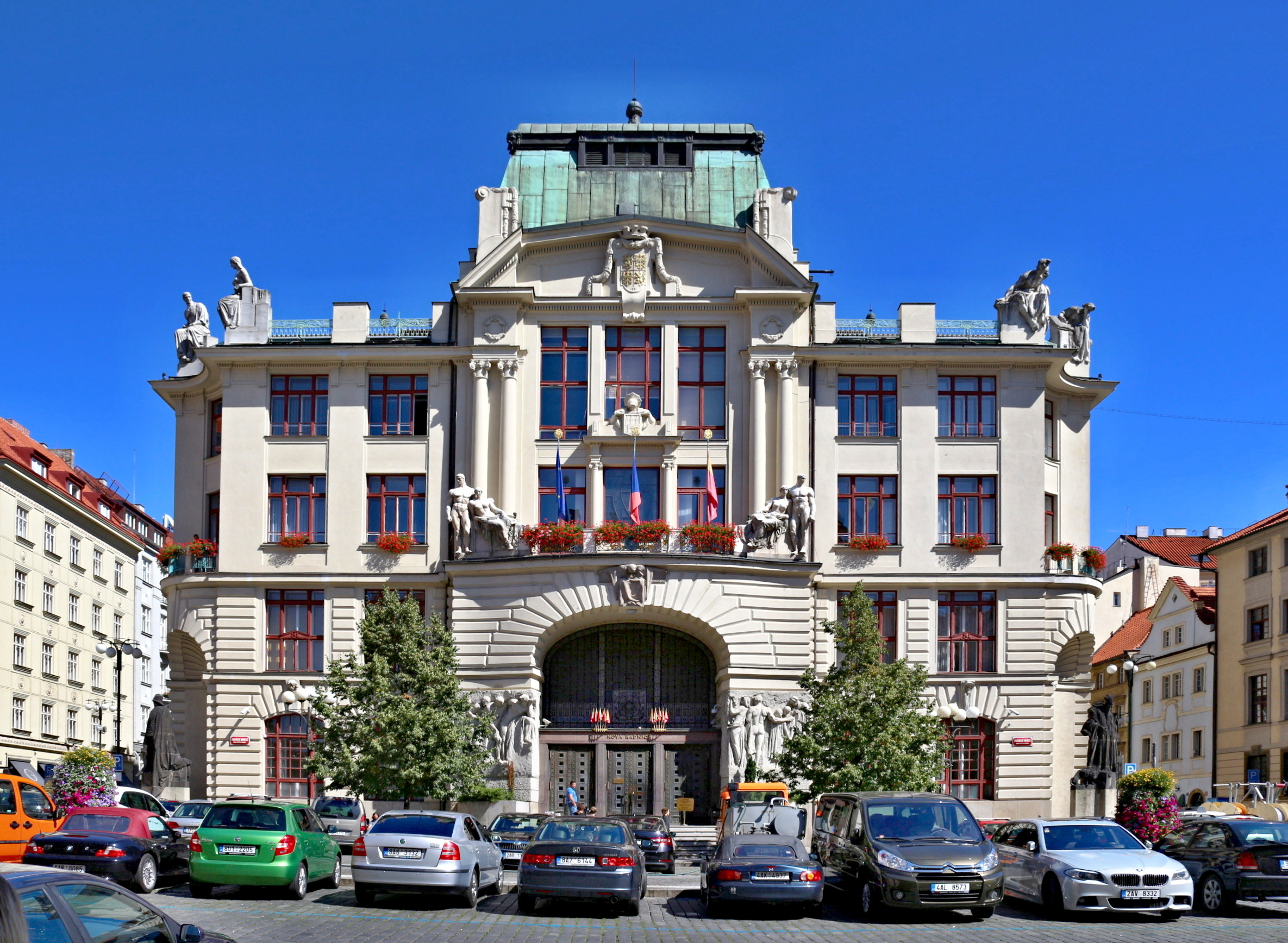
Новая ратуша

- Новая ратушаВосточная сторона площади образована главным фасадом Новой ратуши. Здание в стиле модерн, построенное в начале 20 века, является резиденцией муниципальных властей столицы и градоначальника Праги. Пражская городская администрация переехала сюда после 1945 года, когда главное крыло Старой ратуши сгорело. Две огромные статуи работы Ладислава Шалоуна по углам фасада изображают легендарные фигуры: справа стоит рабби Лев, легендарный создатель голема, а слева — «Железный рыцарь».
- На северной стороне площади находится Пражская муниципальная библиотека — крупнейшая публичная библиотека Чехии, содержащая более 2,2 млн единиц хранения. Здесь также находится обширная музыкальная коллекция, коллекция DVD-дисков с чешскими и зарубежными фильмами, а также газеты и журналы, карты, рисунки и графика. В залах также проходят культурные мероприятия, авторские чтения, лекции и концерты.
- Дворец Траутмансдорф находится на юго-западе площади. Главный портал на Марианской площади украшен гербом австрийско-чешского дворянского рода Траутмансдорфов XVII века. Дворец был перестроен в 18 веке в стиле классицизма и надстроен на один этаж в 1870-х годах.